# Grabie (Pequeña Polonia)
Grabie [pronunciación en polaco: /ˈɡrabjɛ/] Es un pueblo en el distrito administrativo de Gmina Skawina, dentro del Distrito de Cracovia, Voivodato de Pequeña Polonia, en el sur de Polonia. Se encuentra aproximadamente 9 kilómetros al suroeste de Skawina y 20 kilómetros al suroeste de la capital regional, Cracovia.